# Ljubiša Vukelja
Ljubiša Vukelja (ur. 22 lipca 1983 w Nowym Sadzie) – serbski piłkarz występujący na pozycji napastnika.